# 六嘉駅
六嘉駅（ろっかえき）は、かつて熊本県上益城郡嘉島村（現・嘉島町）にあった熊延鉄道の駅（廃駅）である。

## 歴史
- 1915年（大正4年）11月7日：御船鉄道（後に熊延鉄道）鯰 - 小坂村間開業に伴い開業。
- 1964年（昭和39年）3月31日：熊延鉄道廃線に伴い廃止。

## 駅構造
単式ホーム1面1線を有する地上駅であった。

## 現在
国道445号（熊本浜線）の道路上になっており、駅跡が判りづらくなっている。

## 隣の駅
熊延鉄道
上島駅 - 六嘉駅 - 小坂村駅